# ブライアン・ゴディング
ブライアン・ゴディング（Brian Godding、1945年8月19日 - 2023年11月26日）は、南ウェールズ・モンマス出身のポップ、ロック、ジャズ・ロックのギタリストである。

## 評価
1988年のソロ・アルバム『シャフトベリー・アヴェニューの虐殺』に関して、デイヴ・ウェインは『New Gibraltar Encyclopedia of Progressive Rock』で次のように述べている。
最高品質の激しいジャズ・ロック・フュージョン。ゴディングのギター演奏は、マクラフリンとホールズワースのファンを満足させるはず。すべてのフュージョン・ファンに心からオススメ。
「Dorset Echo」紙における同アルバムのレビューにて、マルコ・ロッシは次のように述べている。
アラン・ホールズワース、ジョン・エサリッジ、ジョン・マクラフリンのファンは、例えばゴディングの1988年のアルバム『シャフトベリー・アヴェニューの虐殺』収録の「Blue Sun」を聴いたとき、絶対にこぼさないほど固いカップに入った一杯の紅茶と共に座ったほうがいいでしょう。温かみがあって、非常に想像力に富んだ、完全に関連し合うサウンドによる絵画。ゴディングの演奏はとても強力な催眠術で拡張したかのようなイントロを想起させ、ドラムが入ったときには、実際に座っていた場所から飛び上がってしまった。

## ディスコグラフィ

### リーダー・アルバム
- 『シャフトベリー・アヴェニューの虐殺』 - Slaughter on Shaftesbury Avenue (1988年、Reckless)

### B.B.ブランダー
- 『ワーカーズ・プレイタイム』 - Workers' Playtime (1971年、United Artists)

### 参加アルバム
マイク・ウェストブルック
- The Cortège (1982年、Original)
- 『オン・デュークス・バースデイ』 - On Duke's Birthday (1985年、Hat ART)
- Pierides (1986年、Jazzprint)
- The Dance Band (1987年、Core)
- London Bridge Is Broken Down (1988年、Virgin Venture)
- 『プレイズ・ビートルズ - オフ・アビー・ロード』 - Off Abbey Road (1989年、Tiptoe)

ケヴィン・コイン
- Bursting Bubbles (1980年、Virgin)
- Sanity Stomp (1980年、Virgin)
- Pointing the Finger (1981年、Cherry)

センティピード
- 『セプトーバー・エナジー』 - Septober Energy (1971年、Neon)

ソリッド・ゴールド・キャデラック
- Brain Damage (1973年、RCA)

マグマ
- 『コンタルコス』 - Köhntarkösz (1974年、Vertigo)